# 酒吧街
酒吧街是以滿佈酒吧而知名的街道。

## 香港
位於香港島的蘭桂坊、赤柱大街、諾士佛臺是知名酒吧街。此外灣仔是外國軍艦抵港時，水兵經常會去的地方，也有不少滿佈酒吧的街道 （页面存档备份，存于）。

## 中國大陸
北京三里屯

## 日本
- 新宿黃金街